# Elbicho
ElBicho è un gruppo musicale spagnolo (metà madrileno, metà ilicitano) de «flamenco fusión», che coniuga rumba, tango e bulerías con note di jazz, rock, ritmi africani e musiche del Magreb.

## Storia del gruppo
La Escuela Popular de Música (Scuola Popolare di Musica) di Madrid, fu il luogo in cui, a metà settembre del 2001, entrarono in contatto i sei componenti della band. Nel giro di qualche settimana cominciarono a suonare in piccole sale e per la strada.
Sono principalmente influenzati dalla musica rock degli anni '70 (come Pink Floyd e Led Zeppelin) e dal flamenco (Camarón de la Isla e Paco de Lucía), in una linea ereditata dal rock andaluso.
Nel 2003 lanciarono sul mercato il loro primo albumdal titolo omonimo (elbicho).
Nel 2005 esce il loro secondo album, elbicho II, autoprodotto dal gruppo insieme a J. L. Garrido.
Il loro terzo album esce nel 2007 con il nome elbicho VII ed entra direttamente al secondo posto nella lista degli album venduti, e rimane vari mesi tra i primi dieci album. Nominato miglior disco e miglior live ai Premios de la Música de Extremadura.

## Discografia
- elbicho (2003) Disco d'Oro (+50 000 copie vendute)
- elbicho II (2005) Disco d'Oro (+50 000 copie vendute)
- elbicho VII (2007)
- elbich8deimaginar (2009)

## Festivali Internazionali
Río Loco (Francia), Festival Mundial (Paesi Bassi), Festival Esperanzah! (Belgio), Festival Jazz di Nizza (Francia), Mawazine (Rabat), Rock en eñe (Venezuela), Notte Bianca di Roma (Italia), Siete Soles Siete Lunas (Azzorre), Mare di Musiche (Marocco) etc.

## Festival Nazionali Spagnoli
Etnosur, WOMAD, Festimad, Viñarock, Derrame rock, Azkena Rock Festival, Espárrago Rock, Extremúsika, Getxo Folk, Etnimalaga, Metrorock, Mediatic, Lagarto Rock, etc.